# فوغهان كوفيني
فوغهان كوفيني (بالإنجليزية: Vaughan Coveny)‏ (13 ديسمبر 1971 بويلينغتون في نيوزيلندا - ) هو مدرب كرة قدم ولاعب كرة قدم نيوزلندي في مركز الهجوم. شارك مع منتخب نيوزيلندا الأولمبي لكرة القدم ومنتخب نيوزيلندا لكرة القدم. أما مع النوادي، فقد لعب مع نادي ويلينغتون فينيكس ونيوكاسل يونايتد جتس ووولونغونغ ونادي جنوب ملبورن وميرامار رينجرز ‏ وMelbourne Knights FC ‏ وWaterside Karori ‏ وFC Bulleen Lions ‏.

## وصلات خارجية
- فوغهان كوفيني على موقع الاتحاد الدولي (مؤرشف)  (الإنجليزية)
- فوغهان كوفيني على موقع الاتحاد الدولي (مؤرشف)  (الإنجليزية)
- فوغهان كوفيني على موقع قاعدة بيانات كرة القدم.إي يو (الإنجليزية)
- فوغهان كوفيني على موقع ناشيونال فوتبول تيمز (الإنجليزية)
- فوغهان كوفيني على موقع Soccerway.com (الإنجليزية)
- فوغهان كوفيني على موقع عالم كرة القدم.نت (الإنجليزية)